# Осипов, Григорий Михайлович
Григорий Михайлович Осипов (1739 — 8 марта 1802) — генерал-поручик (1793), сенатор (1797), действительный тайный советник (1798), глава ряда губерний.
Сын священника, окончил смоленскую семинарию. В 1756 году поступил на военную службу в лейб-гвардии Конный полк. Вахмистр, в 1762 произведен в корнеты. В 1774 ротмистр, назначен состоять в команде генерал-аншефа Г. А. Потемкина. «Красивый и ловкий» Осипов стал пользоваться благосклонностью фаворита и позднее даже породнился с ним (через Самойловых). 
В 1774 году вместе с С. И. Шешковским участвовал в секретном аресте француза на российской службе полковника Анжели, о чём сделал личный доклад императрице. Вследствие этого успеха пожалован 22 сентября 1775 в обер-кригскомиссары. 
По указу Екатерины II от 21 авг. 1778 проводил следствие о сибирском губернаторе Д. И. Чичерине. В 1780-е и 1790-е занимал череду губернаторских должностей:
- С 5 июня 1780 по 21 сентября 1784 — губернатор Тобольского наместничества и Тобольской провинции (с 1782 генерал-майор).
- В 1784—1793 губернатор Тверского наместничества (с 1793 генерал-поручик).
- В 1793 назначен генерал-губернатором смоленским и псковским.
- В 1796 по указу Павла I возглавил Белорусскую губернию.

В 1796 окончательно уволился с военной службы, получив гражданский чин тайного советника. 24 января 1797 назначен сенатором. 28 октября 1798 пожалован в действительные тайные советники. В январе 1801 вышел в отставку. Награждён орденами Св. Владимира 2 ст. и Св. Александра Невского. 
Скончался в 1802 году в своем родовом имении Гнездилово Ельнинского уезда Смоленской губернии. Перед революцией это имение принадлежало М. И. Погодину, внуку известного историка.

## Семья
Был женат на Марье Александровне Самойловой, двоюродной сестре графа А. Н. Самойлова. Родственники жены оказывали ему сильную протекцию и помогли получить назначение в Тобольск. В браке Осиповы имели шесть детей, из которых только три дочери достигли совершеннолетия:
- Наталья Григорьевна, замужем за генералом Дмитрием Александровичем Голубцовым (1762—1832), братом Ф. А. Голубцова.
- Екатерина Григорьевна, с 1824 года вторая жена вологодского губернатора Д. Н. Бологовского (1775—1852).
- Анна Григорьевна, замужем за богатым помещиком Николаем Петровичем Воейковым.